# Trias (plante)
Pour les articles homonymes, voir Trias (homonymie).
Genre
Classification phylogénétique
Trias est un genre de la famille des Orchidaceae, de la sous-famille des Epidendroideae comptant une dizaine d'espèces d'orchidées rarement épiphytes d'Asie du Sud-Est.
Le genre est considéré, par ailleurs, comme un synonyme de Bulbophyllum.

## Liste d'espèces
- Trias antheae  J.J.Verm. & A.L.Lamb (1994)
- Trias bonaccordensis  C.S.Kumar (1989)
- Trias disciflora  (Rolfe) Rolfe (1896)
- Trias intermedia  Seidenf. & Smitinand (1965)
- Trias mollis  Seidenf. (1976)
- Trias nana  Seidenf. (1976)
- Trias nasuta  (Rchb.f.) Stapf (1928)
- Trias nummularia  Aver. & Averyanova (2006)
- Trias oblonga  Lindl. (1830) - Typus Species -
- Trias picta  (E.C.Parish & Rchb.f.) C.S.P.Parish ex Hemsl. (1882)
- Trias rosea  (Ridl.) Seidenf. (1976)
- Trias stocksii  Benth. ex Hook.f. (1890)
- Trias tothastes  (J.J.Verm.) J.J.Wood (1994)

## Répartition
Endémiques